# Бетмен повертається
«Бетмен повертається» (англ. Batman Returns) — американський фільм Тіма Бертона 1992 року.
Стрічка є прямим сиквелом фільму «Бетмен» (1989 року).

## Сюжет
У багатій родині народжується хлопчик з фізичними вадами: батьки вирішують позбутися дитини — і скидають його з мосту. Проте хлопчик виживає і потрапляє на виховання до пінгвінів, які живуть у каналізації Готема.
33 роки потому Людина-пінгвін вирішує захопити владу в місті. Для цього він організовує союз з бізнесменом Максом Шреком — та ініціює викрадення і порятунок сина мера Готема. Завдяки цьому Людина-Пінгвін швидко здобуває популярність серед жителів міста — і готовий згодом витіснити мера та зайняти його місце.
Незабаром Макс Шрек викидає з вікна свою дуже цікаву секретарку Селін Кайл, яка від отриманих травм помирає, — але її повертають до життя вуличні кішки. Поставивши собі за мету помститися Максу Шреку, вона називається Жінкою-кішкою і вирушає на вулиці Готема.

## У ролях
| Актор           | Роль                       |
| --------------- | -------------------------- |
| Майкл Кітон     | Брюс Вейн / Бетмен         |
| Денні ДеВіто    | Освальд Кобблпот / Пінгвін |
| Мішель Пфайффер | Селіна Кайл / Жінка-кішка  |
| Крістофер Уокен | Макс Шрек                  |
| Майкл Гоф       | Альфред Пенніворт          |
| Пет Хінгл       | Джеймс Ґордон              |
| Майкл Мерфі     | мер Готему                 |
| Ендрю Бринярскі | Чіп                        |
| Даян Селінджер  | Естер Кобблепот            |
| Пол Рубенс      | Такер Кобблепот            |
| Даг Джонс       | високий клоун              |